# NordLink
NordLink est une ligne haute tension à courant continu de 623 km qui relie par un câble sous-marin l'Allemagne et la Norvège. D'une puissance de 1 400 MW, elle est destinées à faire transiter les excédents de production d'électricité allemande, issus notamment des sources renouvelables éolien et solaire, vers la Norvège, où les énormes capacités hydroélectriques du pays permettent un stockage de l'énergie sous forme d'énergie potentielle dans les réservoirs de ses barrages. NordLink a été inauguré le 27 mai 2021.

## Description
La ligne haute tension à courant continu NordLink a une capacité de 1 400 MW ; elle relie le sud de la Norvège au Schleswig-Holstein, dans le nord de l'Allemagne, près de l'embouchure de l'Elbe. Sa longueur est de 623 km, dont 513 km sous la mer du Nord.

## Objectif du projet
Couplé à la mise en service du projet North Sea Network, prévue avant l'année 2020 entre la Norvège et le Royaume-Uni, l'objectif du projet est triple. Il doit d'une part renforcer la sécurité de l'approvisionnement électrique dans les trois pays concernés, d'autre part contribuer à améliorer l'efficacité du marché de l'électricité et finalement permettre une intégration plus importante des énergies renouvelables.

## L'intégration des énergies renouvelables
La production d'électricité en Allemagne, depuis les années 2000, s'est très fortement tournée vers les énergies renouvelables, avec notamment une forte croissance de l'éolien (à partir de 2000, voire un peu avant), puis de la biomasse (à partir de 2004-2005), enfin du solaire (à partir de 2009). Ces sources d'énergie, contrairement aux centrales thermiques, nucléaires ou hydroélectriques, sont sujettes à des variations journalières et annuelles très importantes, ne permettant pas d'ajuster l'offre à la demande.
Le stockage de l'énergie produite est donc nécessaire afin d'optimiser l'offre d'énergie et de pouvoir éviter à la fois les surproductions comme celle du 8 mai 2016. Mais l'électricité n'étant pas stockable directement, les seules solutions permettant d'engranger de l'énergie lors d'un pic de production pour la restituer lors d'une demande plus forte sont le stockage de l'énergie potentielle de l'eau dans un lac de barrage, le stockage d'air comprimé dans des réservoirs naturels ou artificiels, et la production d'hydrogène.
L'Allemagne ne disposant sur son territoire que de très peu de sites aménageables pour la création de retenues d'eau, elle se tourne vers les énormes capacités de stockage norvégiennes ; c'est alors que la réalisation d'un câble sous-marin reliant les deux pays devient indispensable. Selon Stephan Bosch, de l'Université d'Augsbourg, la réalisation d'un tel équipement pourrait entraîner une augmentation du prix de l'électricité pour les consommateurs norvégiens, les consommateurs allemands devant à l'inverse voir leur facture s'alléger.
Les avantages de ce projet ne seront cependant obtenus de façon complète que lorsque l'Allemagne aura fini de construire les trois lignes à haute tension prévues pour acheminer l'électricité depuis le Nord du pays jusqu'au sud, où se concentre son industrie énergivore. Mais l'opposition des riverains et des organisations environnementales retardent leur construction. Selon le ministre de l'Économie et de l'Énergie allemand Peter Altmaier : « d'ici 2030, il faudra construire 11 000 km, la tâche est immense, mais nous avançons pas à pas ».

## Réalisation
Le février 2015, l'accord de coopération permettant la création du projet NordLink est signé entre TenneT et la KfW ; il dote le projet d'un budget de cinq cents millions d'euros. Le consortium mettant en œuvre le projet est composé à parts égales, d'une part de la société allemande DC Nordseekabel GmbH & Co (elle-même détenue pour moitié par TenneT et par la KfW), d'autre part de l'opérateur norvégien de transport d’électricité Statnett.
Le câble sous-marin est construit par Nexans dans son usine d'Halden ; le tissage et l'enrobage du câble commencent en 2016, le câble étant fabriqué sur mesure pour ce projet.

## Inauguration
Nordlink est inauguré le 27 mai 2021 par Angela Merkel et la Première ministre norvégienne, Erna Solberg.